# 龍勝院
龍勝院（日语：／，不詳—1571年10月4日、不詳－元龜二年九月十六日）:450或稱遠山夫人，日本戰國時代女性、甲斐武田氏第20代當主武田勝賴之正室、末代當主武田信勝之母。
其生父為美濃國國人眾之一—苗木遠山氏的遠山直廉；其母為尾張戰國大名織田信長之妹。因此，龍勝院為信長之外甥女，後作為信長之養女嫁入武田家。

## 生平

### 聯姻背景與政治意義
甲斐國武田氏在戰國時代中期，於當主武田信玄掌政期間，積極進行領國擴張，並針對北信濃地區展開軍事行動。此一時期，武田氏與越後國上杉氏之間的對立尤為激烈，雙方圍繞北信濃的控制權展開數度交戰。其中又以永祿四年（1561年）爆發之第四次川中島之戰為最高潮，戰事慘烈，雙方均損失慘重。此役之後，武田氏與上杉氏間的北信抗爭趨於緩和，武田家也開始轉變其原有之對外方針，並調整其外交戰略。
同一時期，尾張的織田信長於稍早的永祿三年（1560年）五月，在桶狹間之戰中成功擊敗駿河國大名今川義元 。此戰役不僅使信長聲名大噪，亦動搖了今川氏在領國中的支配體系。今川氏原為武田氏的重要同盟，但義元戰死後，今川家勢力急遽衰退，內部亦陷入混亂。此一情勢對武田氏構成極大影響，使其不得不重新評估原有的政治與軍事同盟關係。
又武田氏自進入信濃後，其領國版圖遂與美濃接壤。至永祿初年（約1560年前後），武田氏已與美濃的織田氏及苗木遠山氏建立起一定程度的外交往來。其時，苗木遠山氏處於織田氏與武田氏雙方勢力的交界地帶，實為兩家共屬之地。雖然織田氏與武田氏之盟友今川氏處於敵對狀態，然織田與武田兩家之間，實際上仍維持著友好的外交關係。
調停此種複雜關係、促成兩家通好的，是幾位具有政治與宗教影響力的高僧。其一為遠山氏菩提寺—大圓寺之住持希菴玄密，此人亦與信玄交誼深厚。其二為織田氏政秀寺的僧侶澤彦宗恩，其三則為武田氏的僧侶大龍寺麟岳。三人皆出身於臨濟宗，分別代表遠山氏、織田氏與武田氏之宗教與政治網絡。透過此番宗教僧侶間的牽線協調，最終以遠山氏為中介，成功促成武田氏與織田氏之間的聯繫與合作。
龍勝院所嫁之夫，為信玄四子—諏訪勝賴（即後來的武田勝賴）。勝賴繼承信濃舊族高遠諏訪氏之名跡，為一地方分郡領主。據《甲陽軍鑑》記載，永祿八年（1565年）九月九日，織田方遣使織田掃部助（一安）前往甲府，商談婚事。同年十一月十三日，龍勝院下嫁勝賴。然而，此一婚姻紀錄於現存文書中尚無直接史料可資確認，故其具體日期仍存疑義。
值得一提的是，龍勝院下嫁時，正值武田家政局劇變。此前，信玄之嫡長子武田義信（其妻為今川義元之女）因涉嫌謀反而遭廢嫡，其側近重臣飯富虎昌也於該事件中遭到誅殺 。龍勝院入贅武田家，正是此事件發生後的次月，時機可謂絕妙。
龍勝院與勝賴之婚姻，不僅為甲尾同盟的象徵，更意味著勝賴正式被認定為信玄的後繼者，對內對外皆具深遠意義。緊隨其後，武田氏外交方針也迎來了重大的轉變。
永祿十一年（1568年）年底，武田氏與今川氏斷絕同盟，並發動駿河領國侵攻（駿河侵攻）。雖然武田氏此舉使其與今川氏之盟友三河國德川家康陷入敵對，但武田氏與尾張織田氏之間，仍維持著一定的友好關係。

### 婚姻生活與子嗣
據《信玄一代記》所載，勝賴與龍勝院夫妻情感深厚，恩愛和睦。文中描寫：「勝賴殿與御仲睦ましく、しかもよく事を調べ給ひければ、折々ことのつれづれには……いと面白く、勝賴殿を慰さめられしなり。」即便文獻原稿部分殘缺，仍可見其聰慧與雅緻，在日常中以文藝或言談使勝賴心情得慰，足見其性情婉順，深得勝賴敬愛。
永祿十年（1567年）十一月，龍勝院與勝賴之子，信勝誕生。據《甲陽軍鑑》所載，信勝誕生之際，其祖父信玄甚為欣喜，還特命重臣武藤喜兵衛（即後來的真田昌幸）、山縣昌景、土屋昌續等人作為使者，前往慶賀其誕生。信玄隨即親賜名號，將其命名為「信勝」，不待元服，便賜予實名:35。

### 逝世與後續影響
關於龍勝院之逝世時間，《甲陽軍鑑》記述其於永祿十年（1567年）十一月於誕下信勝之時難產而卒，然而學界普遍認為此說有誤:450。
據《織田家雜錄》記載，龍勝院於元龜二年（1571年）九月十六日逝世:450:34。其法名為「龍勝院殿花萼春榮禪定尼」（亦稱「龍勝寺殿花萼春榮大禪定尼」），由此可推測其生前已於在家出家，成為受戒之尼僧:450。又據《信州日牌帳》所載，勝賴曾派遣稻村清右衛門尉及富澤平三二人前往高野山成慶院，於同年十一月二十六日為龍勝院舉行供養法事:450。
龍勝院死後不久，武田氏與織田氏關係急速惡化，最終反目為敵。元龜三年（1572年）信玄加入由足利義昭所發起的「反信長包圍網」，雙方正式斷交。
元龜四年（1573年）四月十二日，信玄於執行「西上作戰」途中病逝。《甲陽軍鑑》記載，信玄於臨終之際留有遺命，囑咐家中將其死訊隱匿三年，以維穩軍政，鞏固政權。並指示在此期間由勝賴擔任「陣代」（即代理家督、軍政後見之職），直至信勝成年，再由其正式繼任武田氏家督之位。（按：從現存各種甲斐國內及國外他家的史料都能看出勝賴已經具有當主身分，因此勝賴繼承武田氏當主身分為不爭的事實，其只是陣代之說法並不成立。或為《軍鑑》作者在內的部分家臣對勝賴不滿，尤其是結果上武田家在勝賴當政時被滅，遺臣們要找理由進行「合理的」解釋去實現自我慰藉，也未可知）
天正三年（1575年）五月二十一日，勝賴於長篠之戰中遭遇織田・德川聯軍擊潰。敗戰後，勝賴積極著手重建外交關係，為強化與相模國北條氏之間的甲相同盟，勝賴於天正四年（1576年）一月二十二日，迎娶北條氏政之妹為繼室，該夫人後稱北條夫人或桂林院。
天正七年（1579年）十一月十六日，勝賴下令為信勝準備元服事宜。根據史料記載，此次元服的傳役（即負責指導與陪同之人）由重臣溫井常陸介擔任:35。
信勝之元服應於同（1579）年歲末舉行。其後，至天正八年（1580年）年間，武田氏家中一門與宿老紛紛更改其受領名與官途名，此一現象被部分學者視為象徵家中權力交接之信號。據此推論，勝賴極有可能於信勝元服之際，正式將武田家之家督之位傳予信勝，完成政權之名義交替。
據《信長公記》與《甲亂記》記載，天正十年（1582年）二月，信長與家康聯軍展開對甲斐國的侵攻（甲州征伐）。面對織田・德川軍的猛烈攻勢及武田內部大將的相繼倒戈，武田家政權迅速崩潰。同年三月十一日，勝賴與信勝以及武田氏重臣跡部勝資、土屋昌恒等人，在天目山麓的田野地區被織田家家臣瀧川一益包圍。最終勝賴與信勝等人選擇集體自盡，武田氏也於此宣告滅亡。

## 史料
- 甲陽軍艦
- 信玄一代記
- 織田家雜錄
- 信州日牌帳
- 信長公記
- 甲亂記

## 出處
1. 1 2 3 4 5  丸島和洋. . 東京堂出版. 2015.
2. ↑  藤本正行（2008）P.33-38
3. ↑  甲陽軍艦
4. ↑  久保田昌希&加藤哲（2021）P.7
5. 1 2 3  柴辻俊六. . 新人物往来社. 2003.
6. ↑  谷口克広（2014）P.117
7. ↑  日本史專欄（2018）
8. ↑  黑田基樹（2017）P.113-114
9. ↑  平山優（2025）P.59